# Yeşilyurt, Alaplı
Yeşilyurt là một xã thuộc huyện Alaplı, tỉnh Zonguldak, Thổ Nhĩ Kỳ. Dân số thời điểm năm 2011 là 387 người.